# Mirufens
Mirufens is een geslacht van vliesvleugeligen uit de familie Trichogrammatidae. De wetenschappelijke naam van dit geslacht is voor het eerst geldig gepubliceerd in 1915 door Girault.

## Soorten
Het geslacht Mirufens omvat de volgende soorten:
- Mirufens afrangiata Viggiani & Hayat, 1974
- Mirufens brevifuniculata Khan & Shafee, 1977
- Mirufens ceylonensis Viggiani, 1968
- Mirufens dentipes Girault, 1915
- Mirufens gundlachi (Nowicki, 1935)
- Mirufens longicauda (Blood, 1923)
- Mirufens longifuniculata Viggiani & Hayat, 1974
- Mirufens longitubatus Lin, 1994
- Mirufens mangiferae Viggiani & Hayat, 1974
- Mirufens platyopterae Lou, Cong & Yuan, 1997
- Mirufens scabricostatus Lin, 1993
- Mirufens shenyangensis Lou, 1991
- Mirufens tubipennis Lou, Cong & Yuan, 1997